# Elfriede Lohse-Wächtler

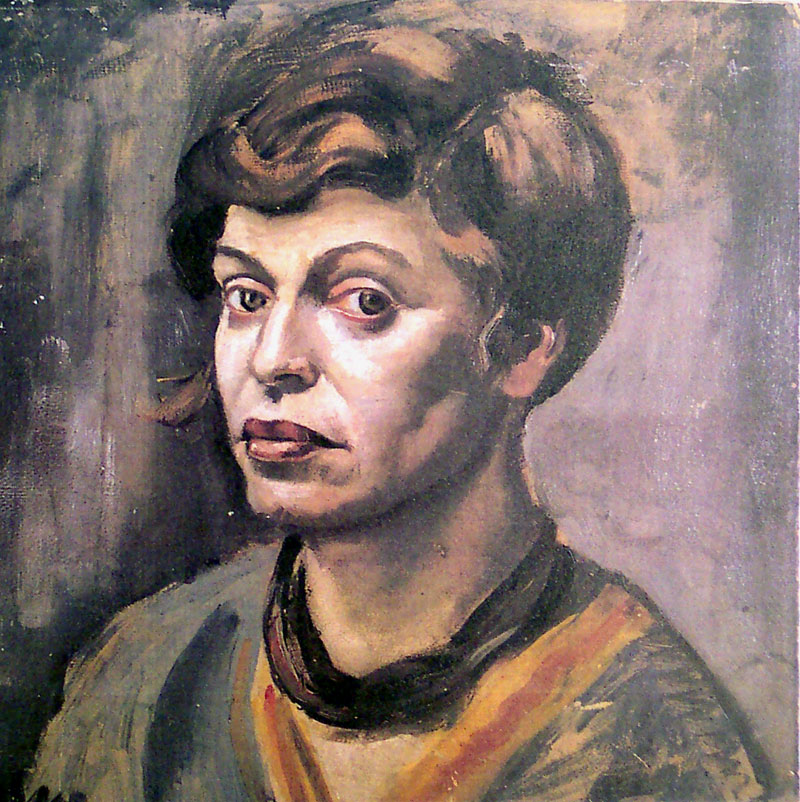
Zelfportret, 1930

Elfriede Lohse Wächtler (Dresden, 4 december 1899 - Pirna, 31 juli 1940) was een Duits kunstschilderes. Ze werkte in een avant-gardistische stijl.

## Leven en werk

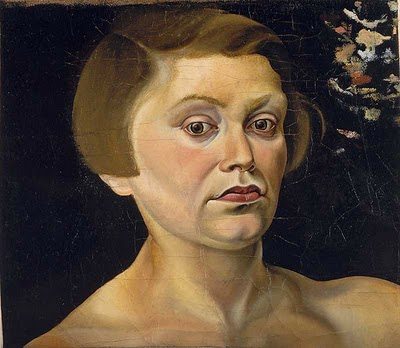
Zelfportret, 1928

Elfriede Lohse-Wächtler studeerde van 1915 tot 1918 mode en toegepaste grafische kunst aan de 'Kunstgewerbeschule' te Dresden. Tegelijkertijd volgde ze teken- en schildercursussen aan de Kunstacademie. In 1919 sloot ze zich aan bij de avant-gardistische 'Dresdner Sezession', met onder anderen Otto Dix en Conrad Felixmüller. In 1921 huwde ze de operazanger Kurt Lohse en woonde met hem in Görlitz en later Hamburg. Het huwelijk was niet gelukkig en gaf veel spanningen.
Tussen 1926 en 1929 was Lohse-Wächtler enkele keren met haar werk aanwezig op grote exposities van de Neue Sachlichkeit, in welke stijl ze toen voornamelijk werkte. In 1929 kreeg ze een zenuwinzinking en verbleef twee maanden in een psychiatrische inrichting. In die periode maakte ze een hele reeks portrettekeningen van medepatiënten. Na haar genezing en ontslag scheidde ze definitief van Lohse en kwam ze in een nieuwe creatieve fase, waarin ze vooral arbeidersmilieus en prostituees schilderde. Hoewel ze regelmatig bleef exposeren leefde ze in grote armoede.
In 1932 keerde Lohse-Wächtler vereenzaamd en psychisch labiel naar haar ouders in Dresden terug. Korte tijd later werd ze in een inrichting te Arnsdorf opgenomen met de diagnose schizofrenie. Van 1932 tot 1935 bleef ze nog bijzonder actief als kunstschilderes en maakte vooral portretten, vaak ook zelfportretten. In 1935 werd ze echter ontoerekeningsvatbaar verklaard, werd haar bewegingsvrijheid vanuit de kliniek sterk ingeperkt en liet ze zich in het kader van het Duitse eugenetica-beleid steriliseren. Haar werk werd als 'gedegenereerde kunst', Entartete Kunst, bestempeld en onder andere weggehaald uit de Hamburger Kunsthalle. Dit alles brak haar creatieve energie en ze stopte met schilderen. In 1940 werd ze naar 'Landes Heil- und Pflegeanstalt Pirna-Sonnenstein' te Pirna gedeporteerd en daar in het kader van het nazi-euthanasieprogramma Aktion T4 gedood.
In de jaren negentig volgde in Duitsland een herwaardering van het werk van Lohse-Wächtler met enkele publicaties en exposities te Dresden, Hamburg-Altona en Aschaffenburg. In het herinneringscentrum Aktion T4 te Pirna-Sonnenstein is sinds 2000 een permanente tentoonstelling van haar werk ingericht.

## Galerij

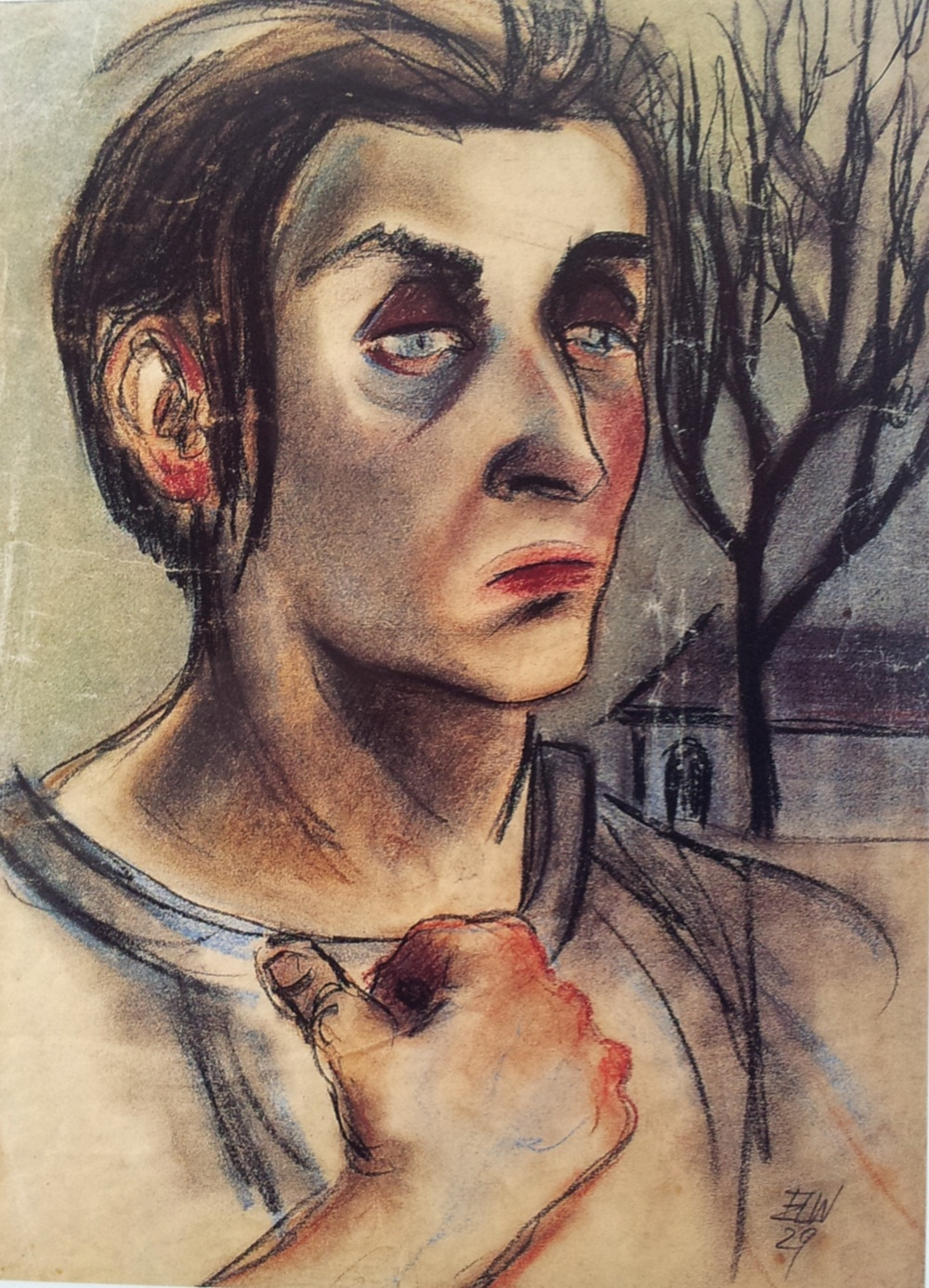
Patiënte
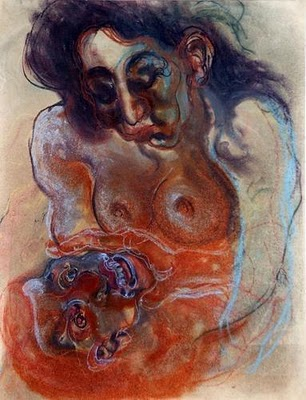
Zelfportret
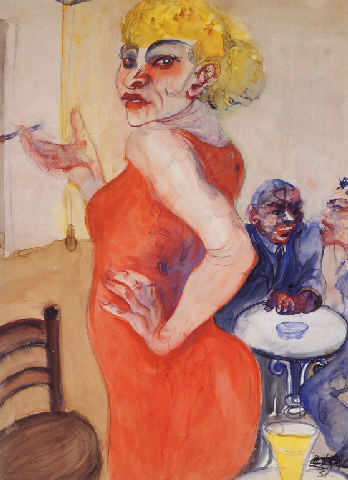
Lise (zelfportret)
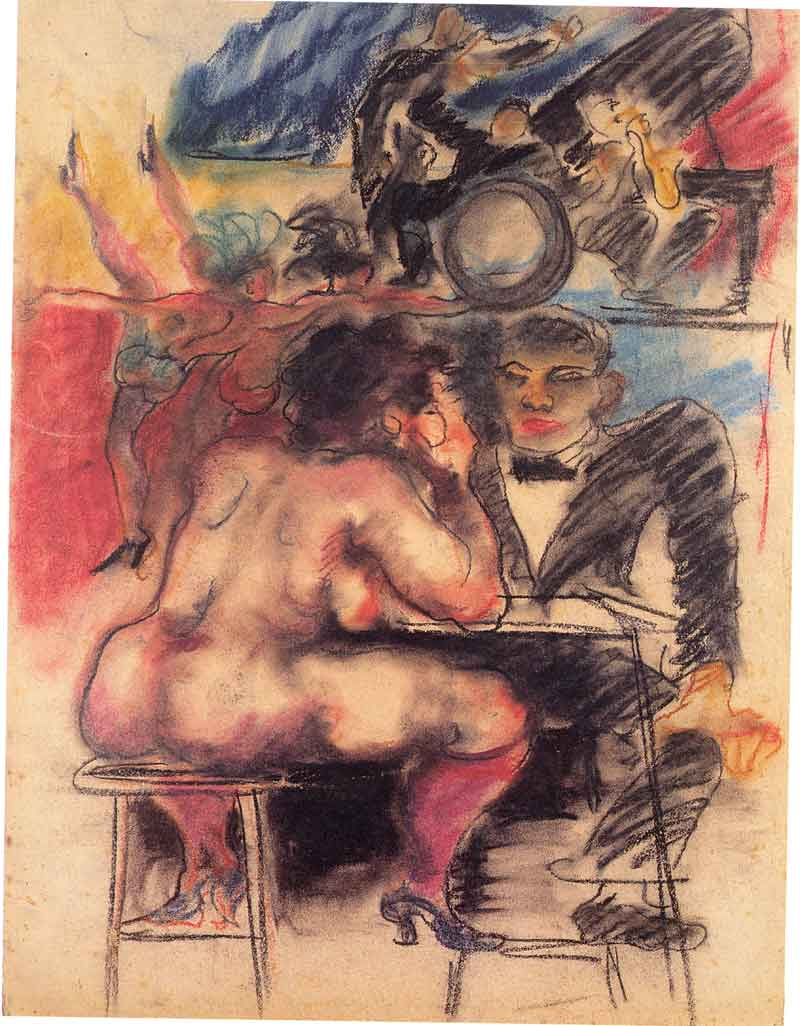
St. Pauli
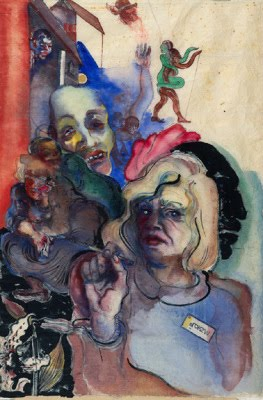
Zelfportret in fantastisch gezelschap
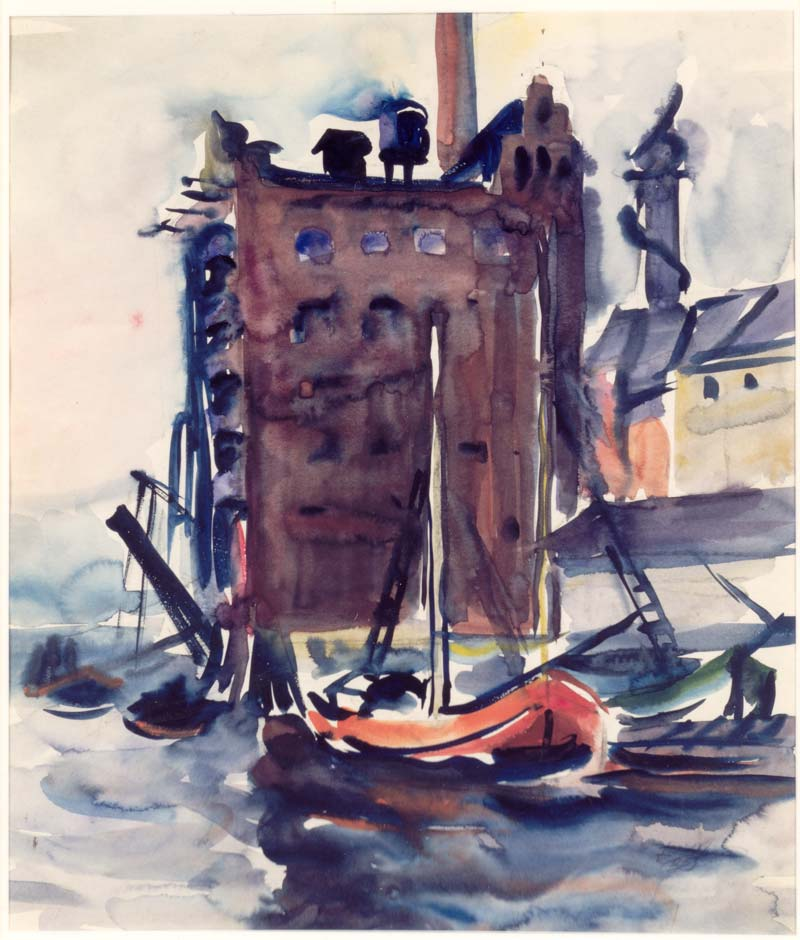
Kolenhaven, Altona
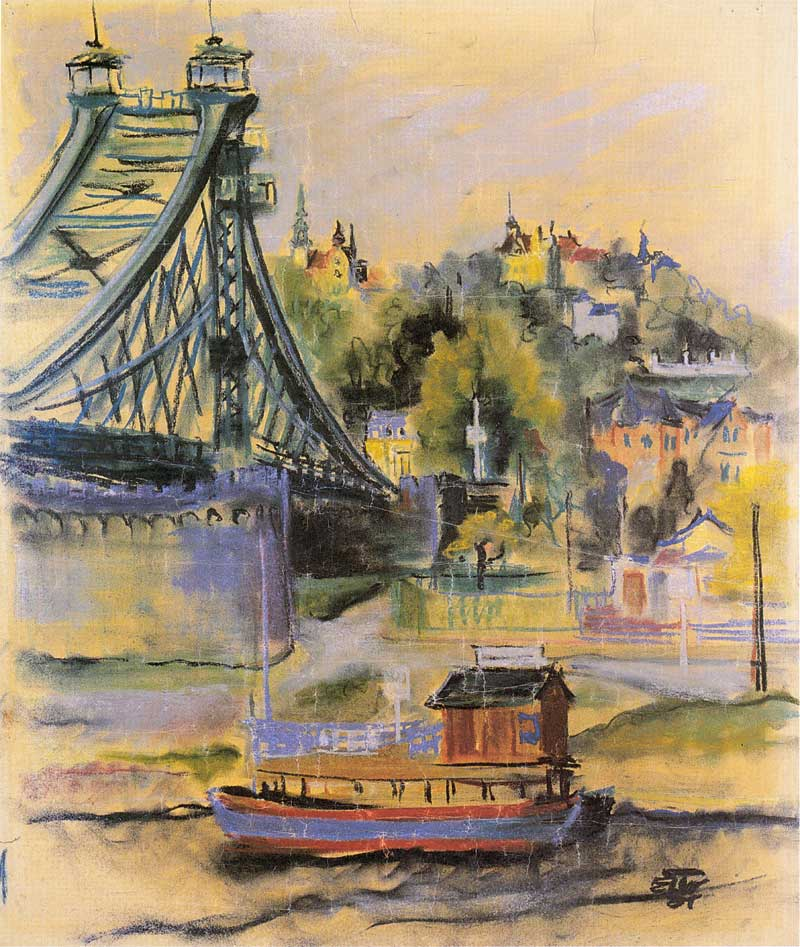
Loschwitzer brug
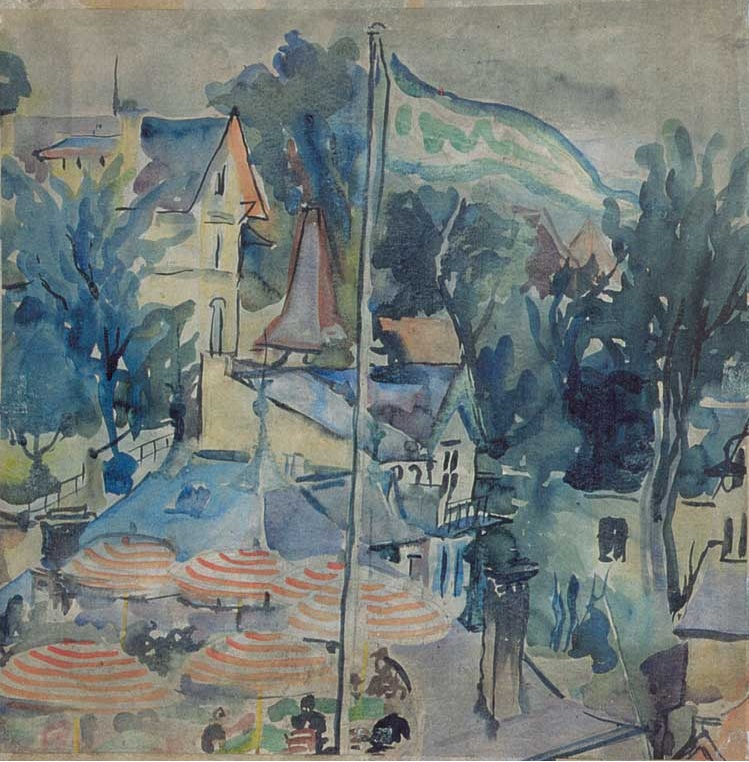
Dresdner landschap
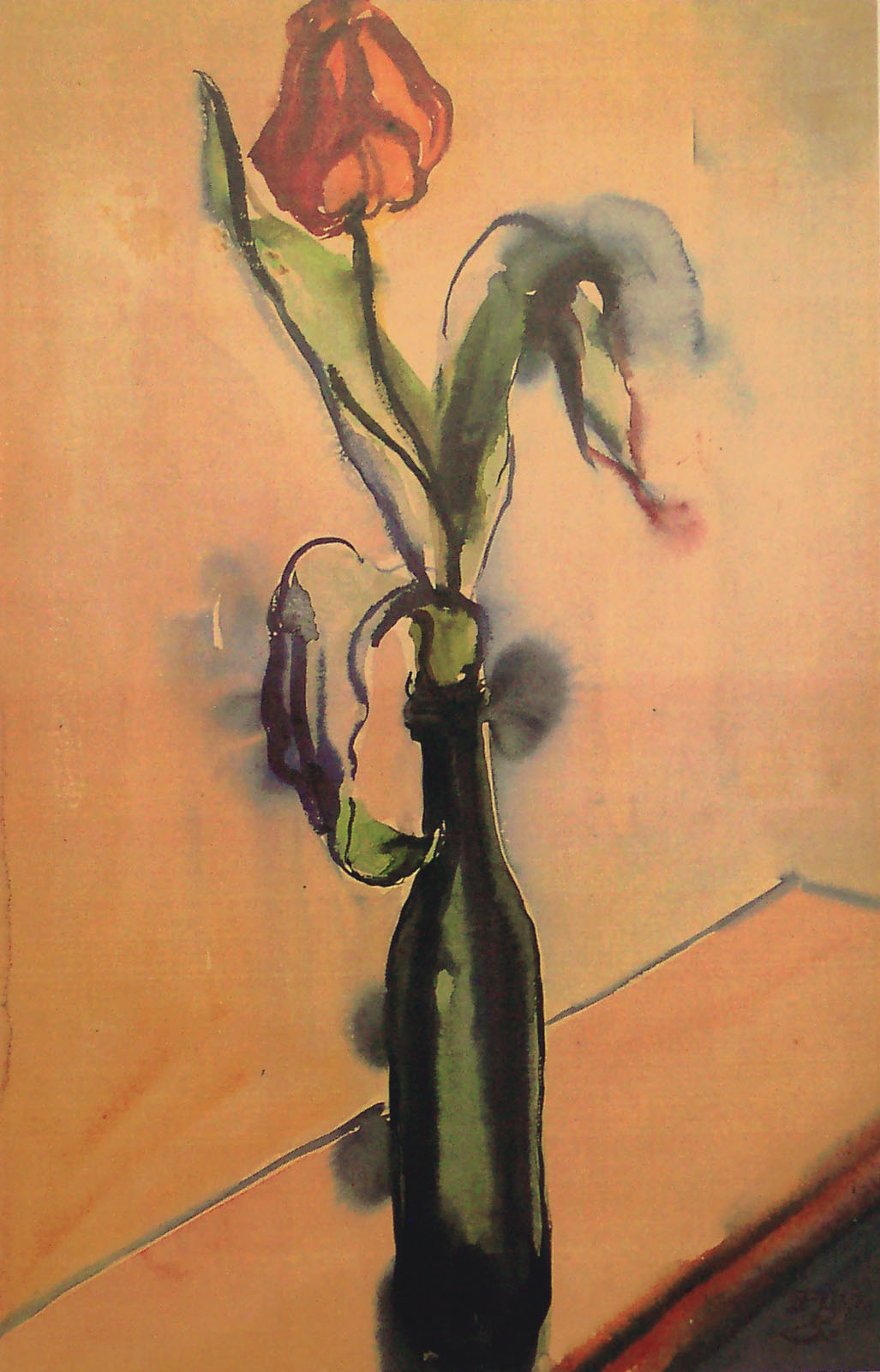
Bloemenfles
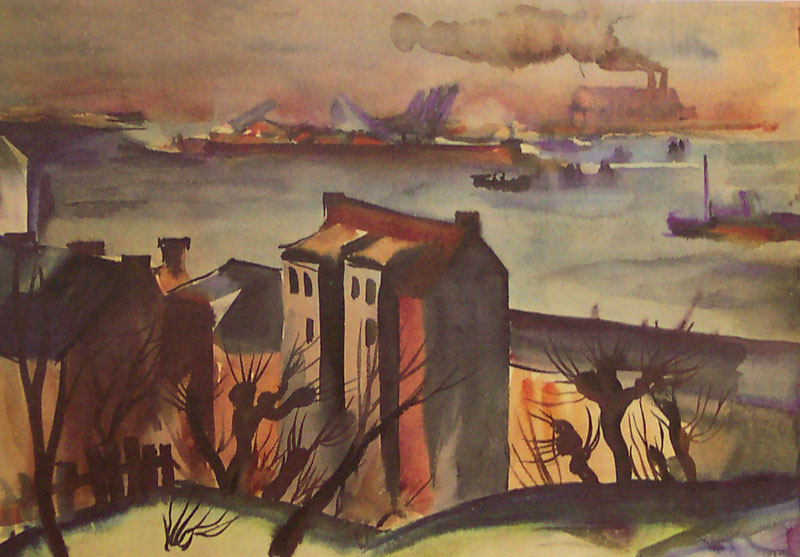
Blik over de haven